# Конформна геометрія
В математиці, конформна геометрія — це її розділ, що вивчає такі перетворення простору, що зберігають значення кутів у зображенні цього простору (конформні перетворення).
В дійсному двомірному просторі конформна геометрія описує саме геометрію Ріманових поверхонь. У просторах вищих розмірностей, конформною геометрією називають або конформні перетворення того, що називають плоскими просторами (такі як простори Евкліда або ж сфери), або вивчення конформних многовидів які є Рімановими або псевдо-Рімановими многовидами з метриками означеними з точністю до масштабу. Вивчення плоских структур деколи називають геометрією Мьобіуса, це різновид геометрії Кляйна.

## Конформні многовиди
Конформний многовид — це диференційовний многовид споряджений класом еквівалентності псевдо-Ріманових метричних тензорів, у якому дві метрики g і h є еквівалентними тоді і лише тоді, коли
{\displaystyle h=\lambda ^{2}g,}
де λ це дійсно-значна гладка функція визначена на многовиді. Клас еквівалентності таких метрик називається конформною метрикою або ж конформним класом. Таким чином, конформна метрика, визначається  лише "з точністю до масштабу" (масштабуючого множника). Часто конформні метрики описуються як метрика обрана в конформну класі, до якої застосовують лише "конформно-інваріантні" конструкції.
Якщо для певної конформної метрики існує так метрика, яка репрезентує її плоскою, то така метрика називається конформно плоскою метрикою.

## Застосування
Результати конформної геометрії використовуються в конформній теорії поля та конформній гравітації.